# Concession italienne de Tientsin
Concession italienne de Tientsin
La concession italienne de Tientsin (en italien, Concessione italiana di Tientsin, en chinois, : 天津意租界, Tiānjīn yì zūjiè) est une possession coloniale italienne à Tianjin, en Chine, de 1901 à 1943.
C’est une des concessions étrangères de Tientsin qui a été établie par la signature du protocole de paix Boxer le 7 septembre 1901. La superficie accordée était de 458 000 mètres carrés et constituait l'une des plus petites concessions territoriales chinoises à des puissances étrangères à la fin de la rébellion des Boxers. La zone se composait de la périphérie orientale immédiate de Tientsin (d'où elle tire son nom) et de terres situées le long de la rive gauche du fleuve Hai He (海河, la rivière de la Mer ; Peiho, fleuve Blanc)), riches en marais salants, comprenant un village et une grande zone marécageuse utilisée comme cimetière,,.

## Histoire

### Participation à la rébellion des Boxers et à la concession
La concession a été obtenue après l'expédition internationale pour la rébellion des Boxers en 1901, à laquelle l'Italie a participé avec un corps expéditionnaire, rejoignant d'autres puissances internationales dans l'Alliance des huit nations,,. À la suite des accords de paix et de la signature du protocole Boxer, l'Empire chinois a accordé au royaume d'Italie, ainsi qu'à d'autres puissances étrangères, une concession commerciale dans la zone de la ville de Tientsin (aujourd'hui Tianjin) en Chine. La concession italienne, de 46 hectares, était l'une des moins étendues géographiquement. Le 7 juin 1902, l'Italie prend effectivement possession du territoire : le premier gouverneur est Cesare Poma.
« Selon les dispositions du traité de paix, l'Italie avait sa concession à Tien-Tsin, consistant en un terrain d'un kilomètre de long et de cinq cents mètres de large. Officiellement, la Concession est devenue telle le 7.6.1902, mais à cet égard il faut souligner que l'occupation de la zone par les troupes italiennes avait déjà eu lieu en janvier 1901... Dans ses moments les plus fastes, la Concession comptait une population d'environ 10 000 habitants, dont environ 300 Italiens. »
En 1905, le premier plan directeur de la zone a été élaboré par le lieutenant du génie (tenente del genio) Osvaldo Cecchetti, suivi par le règlement de construction de 1907. En raison de la mauvaise qualité de la zone, dont la majeure partie était constituée de marais et de marécages, et de la présence d'un cimetière, la construction était très coûteuse. Afin de faire face aux coûts de mise en valeur des terres, le gouverneur italien a décidé de vendre la plupart des lots et, bien que les Italiens aient pu bénéficier de nombreuses concessions pour l'achat, la plupart des lots ont été achetés par de riches marchands chinois.
La Concession était administrée par un "gouverneur", relevant du ministère des Affaires étrangères et, à partir de 1912, du ministère des Colonies. Le gouverneur a également fait office de "consul", intégrant le réseau consulaire en Chine sous l'égide de la légation royale d'Italie à Pékin. Pendant la période fasciste, le gouverneur, en tant que chef de l'administration civile de ce qui était à toutes fins utiles une ville italienne, occupait également le poste de "Podestà" de Tientsin. Le gouverneur était flanqué d'un conseil composé de résidents, dont la majorité était italienne et la minorité chinoise et d'autres nationalités.

### La station radiotélégraphique et la présence de la Regia Marina
La station radiotélégraphique de la Légation royale italienne à Pékin est inaugurée le 18 octobre 1903 et, pour plus de sécurité, une deuxième station est installée à Tientsin, qui entre en service en février 1904.
À partir de 1903, la présence navale italienne est réduite. Au printemps 1905, les derniers soldats des Troupes Royales Italiennes en Extrême-Orient furent rapatriés; et il ne resta en Chine que le croiseur blindé Marco Polo, dont le commandant dépendait des détachements à terre, stationnés: à Pékin, équipé d'une infirmerie et d'une station radio; à Wang tsun; à Tang ku (seulement trois hommes reliés par téléphone à Pékin); à Tientsin, dont le commandant dispose de cinq marins, d'une douzaine de carabiniers royaux, d'une station radio et des fonctions de gouverneur de la concession italienne ; et enfin à Shan hai Kwan, doté de 20 marins avec une troisième station radio.
En 1906, les détachements de Wang tsun, Tientsin, Tang ku et Shan hai Kwan sont retirés; les forces italiennes en Chine restent limitées aux carabiniers de Tientsin et à la garde de la légation royale de Pékin pour un total de 250 marins, préposés à la station radio et carabiniers. La station de radio de Tientsin est fermée et la caserne est transférée en Chine. Au dernier moment, le droit aux détachements à Tang ku a été maintenu, avec des occupations périodiques, et à Scian hai Kuan. La situation politique incertaine, créée après l'avènement de la République chinoise, et la nécessité de protéger les missionnaires italiens, surtout le long du Yang-Tsé-Kiang, ont convaincu le consulat de Shanghai de proposer à Rome d'allouer une ou deux canonnières avec de bons moteurs et un faible tirant d'eau, capables de remonter le fleuve et ses affluents pour aller partout où il était utile de montrer le drapeau italien.
Le ministère de la Marine ordonne la construction d'une canonnière en Italie et d'une seconde directement en Chine (le Carlotto). Les premiers travaux de construction n'ont cependant pas eu lieu avant 1912, lorsque, sous la pression constante des diplomates et des gouverneurs, le gouvernement italien a décidé d'allouer un prêt de 400 000 lires à la concession afin de construire les structures primaires. Les premières interventions ont été confiées à l'ingénieur turinois Daniele Ruffinoni.

### La première guerre mondiale et la fusion de la concession autrichienne
Le déclenchement de la Première Guerre mondiale a entraîné une réduction importante des forces. Il ne restait donc qu'une force représentative à la légation et, à Shanghai, un petit corps de volontaires italiens, chargé de la défense des intérêts italiens dans la ville et composé d'une cinquantaine de personnes. Dans les derniers mois de la Grande Guerre, environ 900 prisonniers militaires "irrédents" (c'est-à-dire des soldats d'ethnie italienne, originaires de l'Empire austro-hongrois, principalement du Trentin, de la Vénétie julienne et de la Dalmatie) arrivent à la concession italienne de Tientsin, en provenance d'une Russie ravagée par la guerre civile entre l'Armée blanche et les bolcheviks,.
Ces soldats, encadrés dans la Legione Redenta di Siberia (Légion rachetée de Sibérie), sont rejoints par des soldats alpins d'Italie pour former le Corpo di spedizione italiano in Estremo Oriente (Corps expéditionnaire italien en Extrême-Orient), basé à Tientsin. Ce corps expéditionnaire a combattu durant l'été 1919 pour maintenir active la voie ferrée transsibérienne en Mandchourie, utilisée par les Alliés pour approvisionner les Russes blancs contre les Soviétiques. La garnison de Tientsin n'est renforcée qu'après la guerre, à l'automne 1924, avec des marins débarqués de la canonnière Caboto et du croiseur Libia, pour protéger la Concession dans les luttes en cours entre les différents seigneurs de la guerre chinois; puis, le 1er janvier 1925, avec le croiseur San Giorgio et la canonnière Lepanto, la Division navale d'Extrême-Orient est reconstituée, placée sous les ordres de l'amiral Angelo Ugo Conz.
Après la fin de la Grande Guerre, la concession autrichienne de la même ville, déjà occupée par les Chinois en 1917, est retournée à la Chine le 10 septembre 1919, mais en juin 1927, elle a été incorporée à la concession italienne, atteignant ainsi une superficie totale de 1,04 km2, après une série d'affrontements entre les factions chinoises opposées. C'est donc vers les années 1920 que la concession a développé sa structure définitive, grâce aux règlements de construction de 1924. L'image globale était celle d'un quartier caractérisé par des villas de luxe entourées de jardins clôturés; pour cette caractéristique et pour la faible présence d'activités productives, le quartier italien était surnommé par les habitants chinois la "concession aristocratique". Le 5 mars 1925, le bataillon italien en Chine était officiellement constitué, voulu par Mussolini et logé dans la nouvelle caserne Caserma Ermanno Carlotto,; augmenté avec le temps, il en est venu à aligner trois compagnies

### La Seconde Guerre mondiale et l'occupation japonaise
Dans les années 1930, la Regia Marina avait également des troupes dans d'autres endroits en Chine, comme au ""fort Shan Hai Kuan", près du début de la Grande Muraille de Chine en Mandchourie et à Shanghai. En 1935, la concession italienne atteignait une population de 6 261 personnes: environ 110 résidents italiens, ainsi que plusieurs centaines d'Italiens qui y avaient des établissements commerciaux, environ 5 000 Chinois et 536 personnes d'autres nationalités.

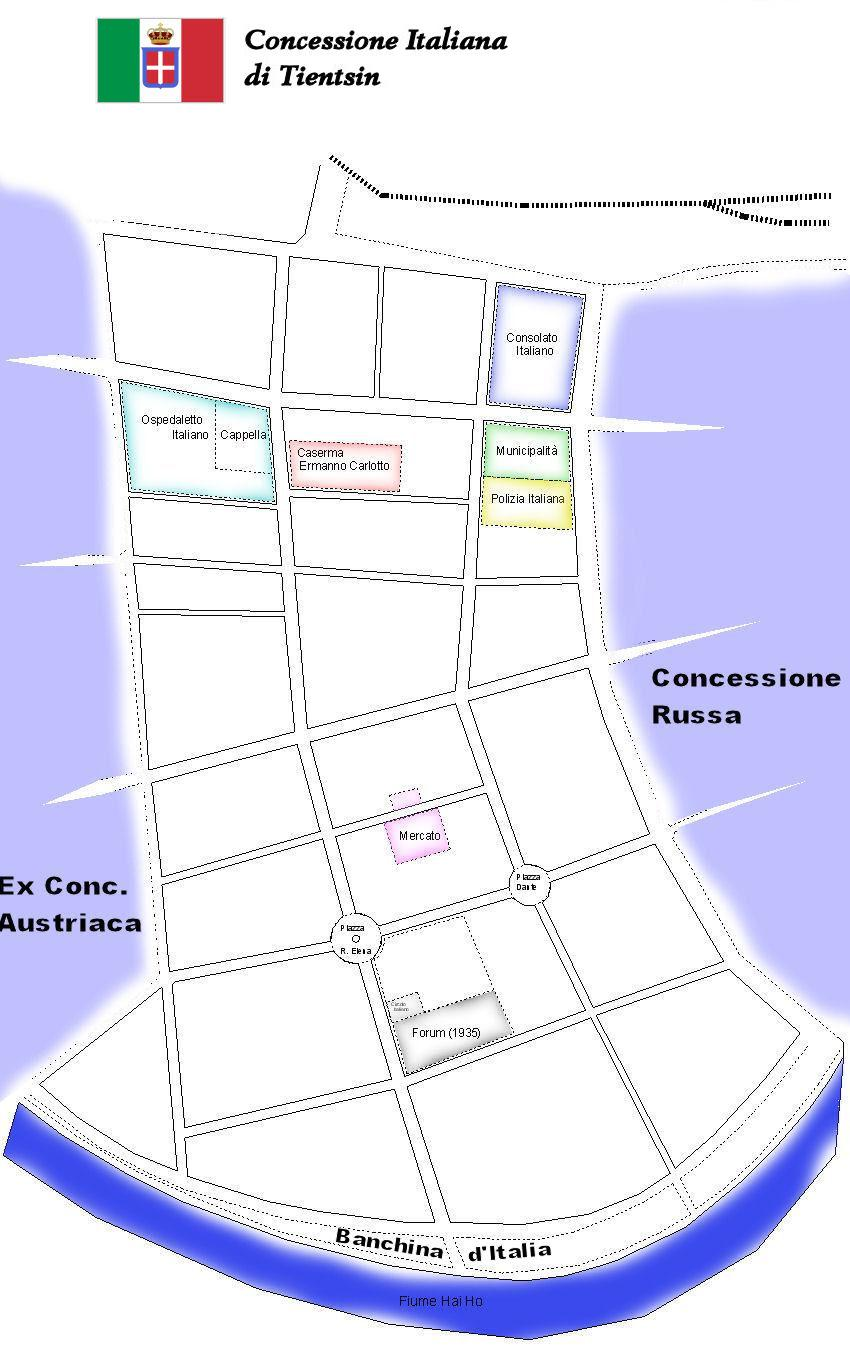
Plan du quartier italien de Tientsin en 1920 ; la zone où sera construit le futur "Forum" dans les années 1930 est également mise en évidence

Le 10 juin 1940, au moment de l'entrée en guerre dans la Seconde Guerre mondiale de l'Italie, la concession en Extrême-Orient (E.O.) est garnie d'environ 300 marins du régiment de San Marco.
« Le bataillon (San Marco) était divisé en quatre détachements et, en avril 1940, il était réparti comme suit : 180 hommes à Tien-Tsin ; 30 hommes à la station de radio de Pékin ; 20 hommes à Shan-hai-kwan ; les 200 restants à Shanghai, dans la concession internationale, où se trouvait également le commandement naval pour l'E.O. »
Immédiatement après l'intervention de la guerre, les Japonais occupèrent les concessions et, sous prétexte de maintenir l'ordre, envahirent le territoire international de la ville, pillant les casernes et enfermant dans des camps de concentration les officiers et les troupes des différentes nationalités. Les Italiens, toutefois, étant considérés comme des alliés, on leur accorda un certain respect et les hommes de San Marco furent autorisés à rester dans leurs casernes et à conserver leurs armes. Formellement jusqu'au 25 juillet 1943, la souveraineté reste italienne, avec le podestà Ferruccio Stefenelli à la tête de la Concession depuis 1938. En fait, il s'agissait d'une liberté très limitée: les Italiens ne pouvaient pas quitter la Concession sans un laissez-passer japonais, ni recevoir du courrier ou conserver des équipements radio. Au cours des trois années suivantes, les nouvelles sont donc arrivées de manière plutôt sporadique. On savait que la guerre ne se déroulait pas très bien, mais les principaux événements qui avaient eu lieu pendant cette période - la fin de la campagne d'Afrique, le bombardement des villes italiennes et la chute du fascisme - étaient ignorés dans le détail.
Le 8 septembre 1943, l'annonce de l'armistice entre l'Italie et les Alliés (Armistice de Cassibile) met les troupes japonaises en action, et ce n'est que le 10 qu'elles occupent la Concession et encerclent les casernes. Les hommes du San Marco qui n'ont pas accepté de collaborer avec la Repubblica Sociale Italiana (République sociale italienne ou RSI) ont été transportés dans un camp de concentration près de Tangashan en Corée, ceux qui ont accepté de collaborer ont été autorisés à rester dans les baraquements jusqu'au 8 janvier 1944, puis ils ont été expulsés en tant que "civils non ennemis". Les conditions de la concession ont été rediscutées et finalement la concession elle-même a été suspendue de facto, à la suite d'un accord conclu le 27 juillet 1944 entre la République sociale italienne et le gouvernement de l'État fantoche pro-japonais de la république de Nankin.

### Le retour à la Chine
À la fin de la Seconde Guerre mondiale, les Italiens de la concession sont prisonniers des Alliés et la concession de Tianjin, ainsi que les comptoirs italiens de Shanghai, Wuhan et Pékin, sont officiellement supprimés et cédés à la Chine, le 10 février 1947, par le traité de Paris,.
Au printemps de la même année, les 300 marins du bataillon San Marco, qui occupaient l'ancienne concession et étaient encore emprisonnés, sont rapatriés,. Entre-temps, avec la défaite des nationalistes en 1949, le pays devient la république populaire de Chine.
Un "quartier italien" a été maintenu réaménagé dans les territoires de l'ancienne concession, à des fins touristiques.

## Chronologie des gouverneurs
Pendant la présence italienne, les gouverneurs suivants se sont succédé :
- Cesare Poma (1901-1903)
- Giuseppe Chiostri (1904-1906)
- Oreste Da Vella (1906-1911)
- Vincenzo Fileti (1912-1920)
- Marcello Roddolo (1920-1921)
- Luigi Gabrielli di Quercita (1921-1924)
- Guido Segre (1925-1927)
- Luigi Neyrone (1927-1932)
- Filippo Zappi (1932-1938)
- Ferruccio Stefenelli (1938-1943)

## Galerie d'images

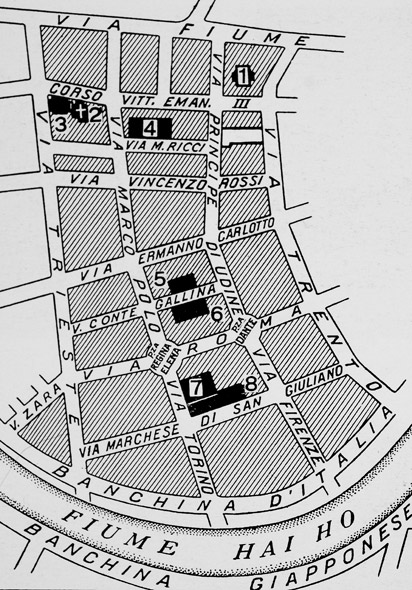
Carte du quartier italien avant le début de la Première Guerre mondiale
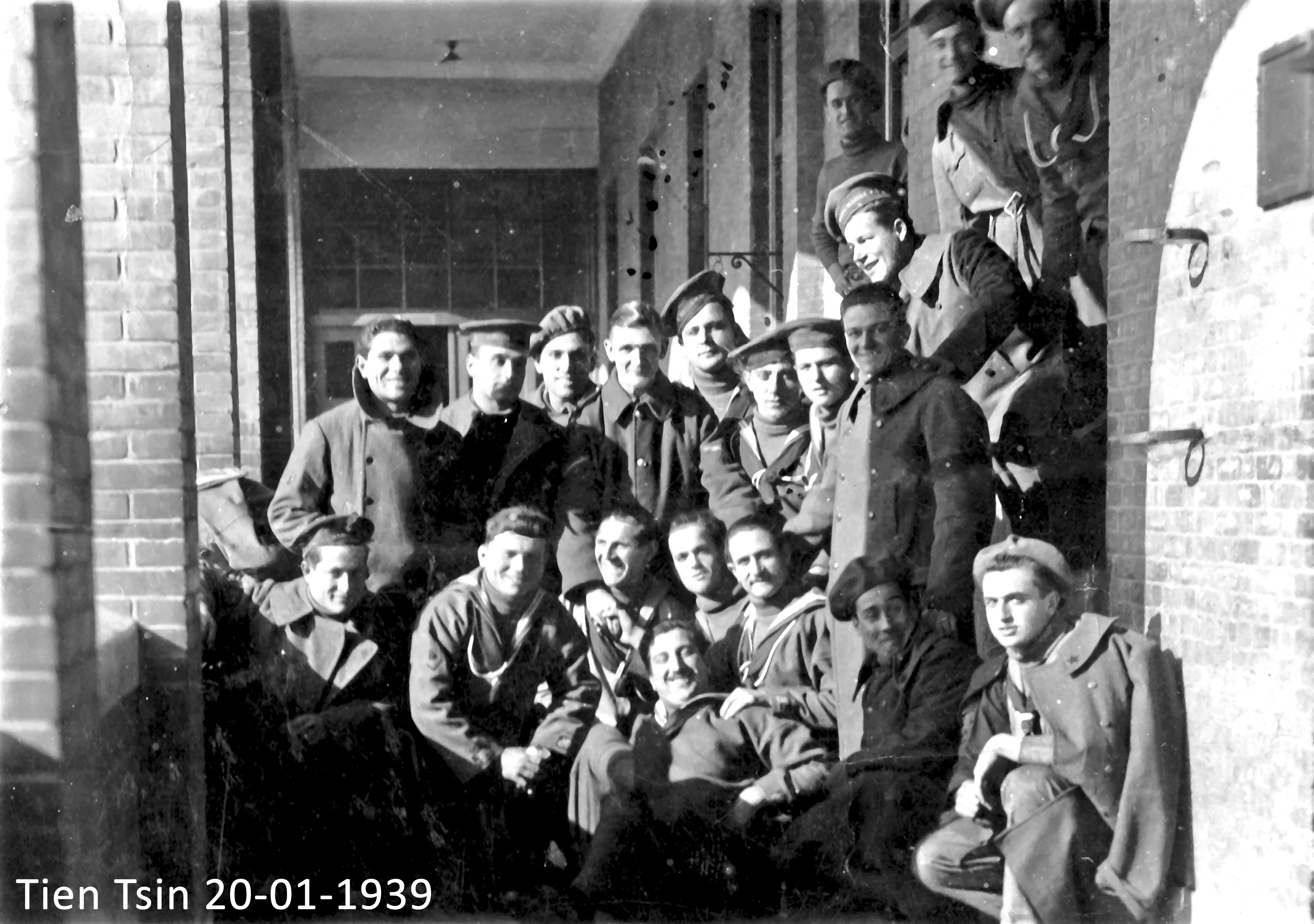
La caserne Ermanno Carlotto avec des soldats en 1939
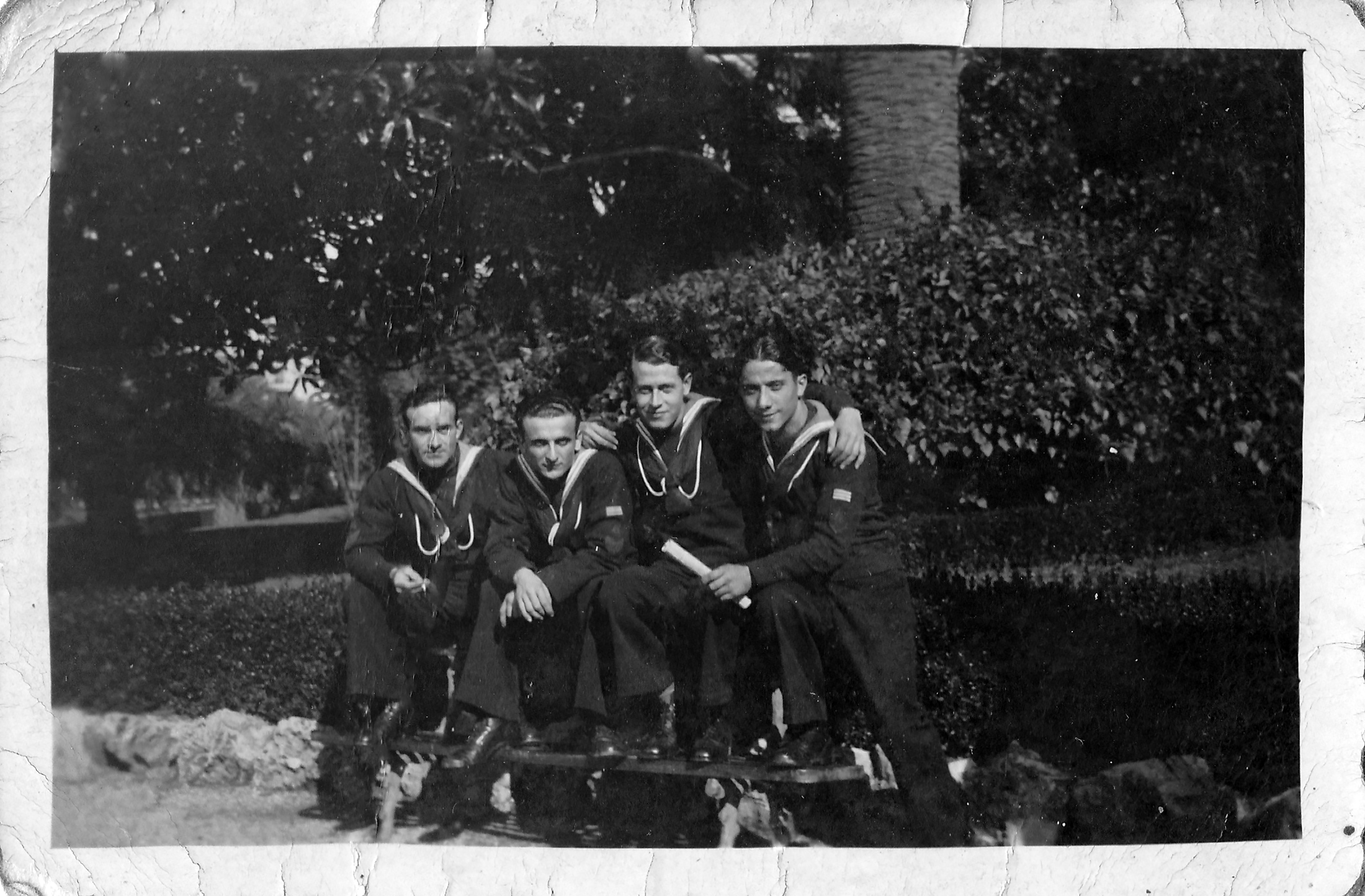
Jardins de la caserne Ermanno Carlotto avec des soldats en 1939
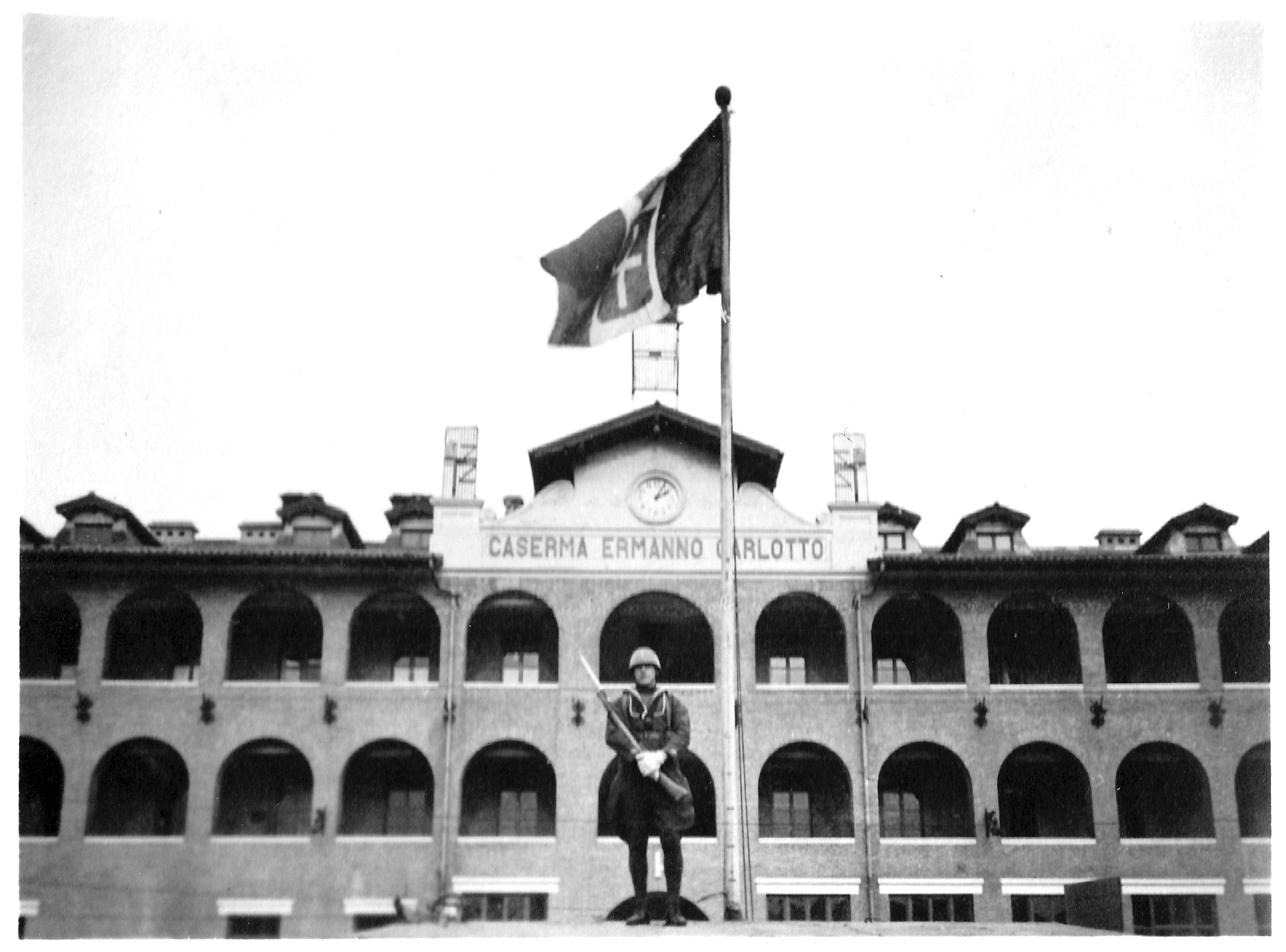
Entrée de la caserne Ermanno Carlotto avec des soldats en 1939
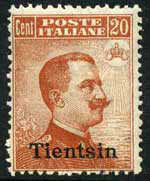
Timbre en usage dans la concession.
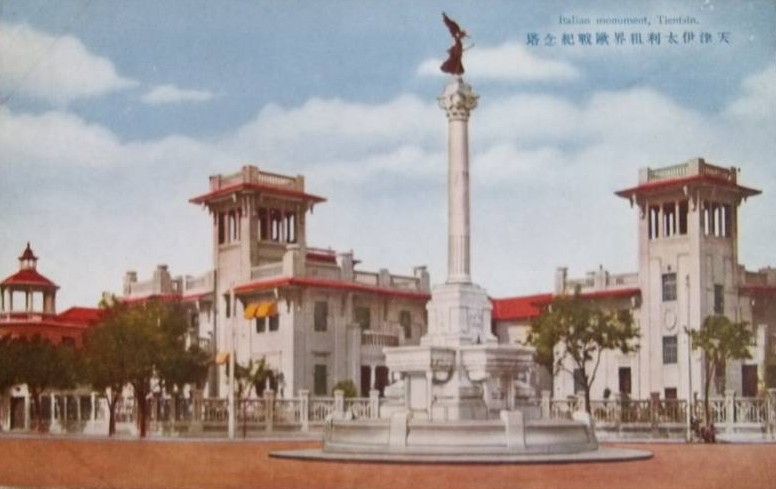
Le mémorial de la Première Guerre mondiale sur la place Regina Elena, dans la concession italienne de Tianjin.
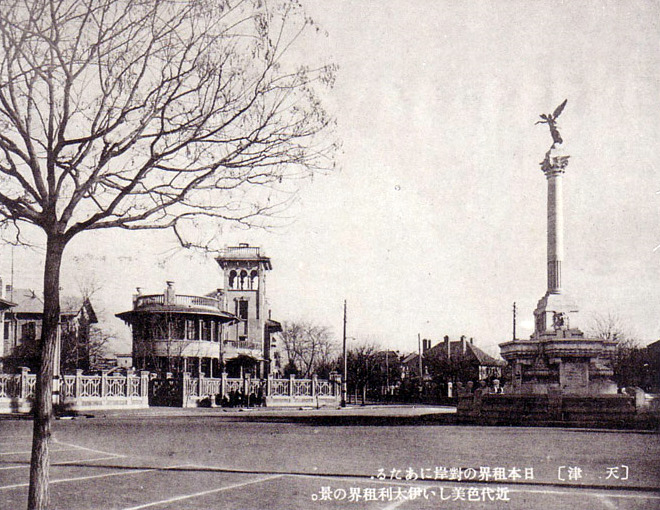
Piazza Regina Elena (aujourd'hui Marco Polo) dans la concession italienne de Tianjin.
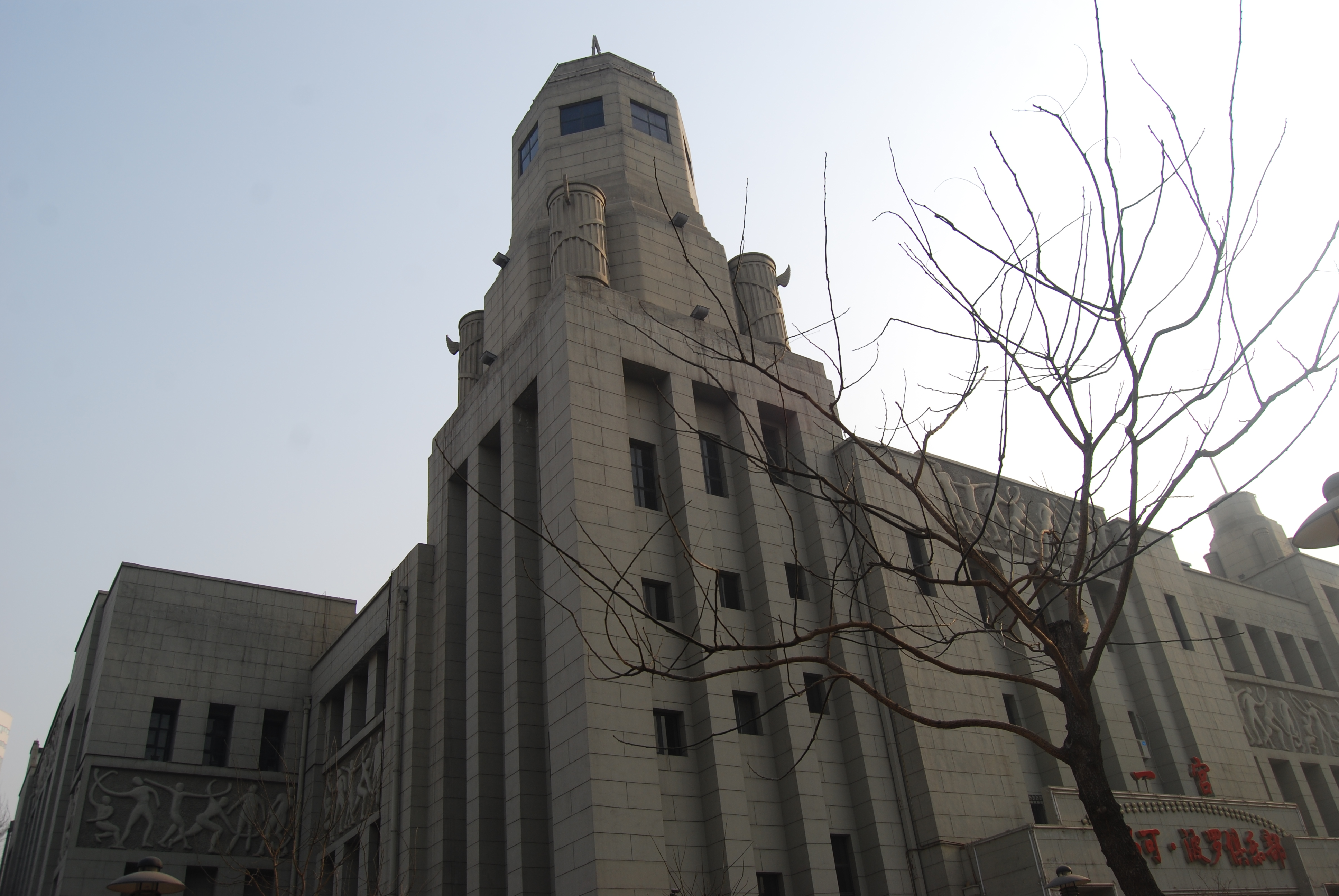
Le palais de la culture italienne, aujourd'hui rénové en centre sportif ; les lictors des fasces sur les quatre côtés aux angles de la tour ont été conservés.
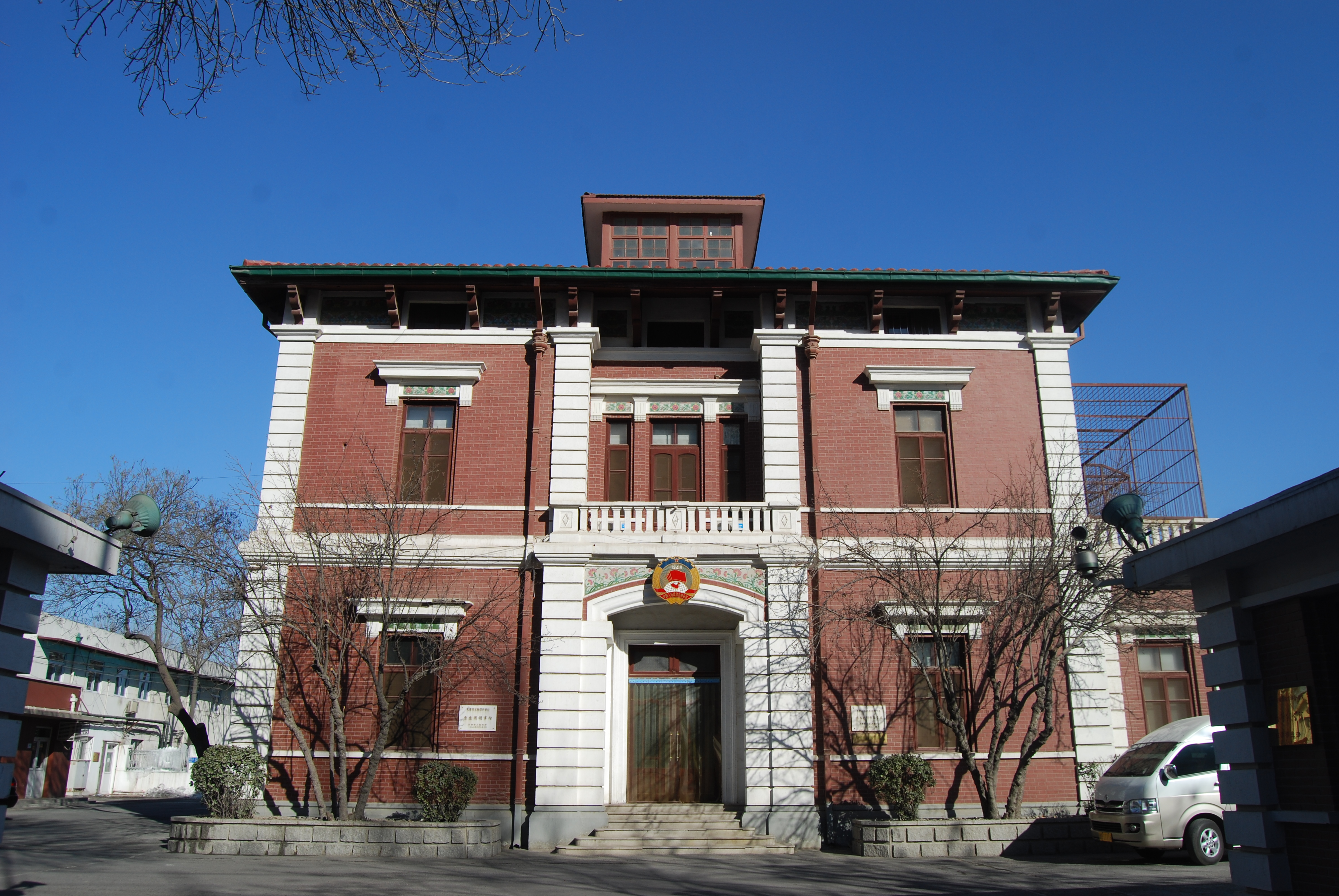
Ancien consulat italien de Tianjin, siège du consul (gouverneur) de la concession italienne de Tianjin.
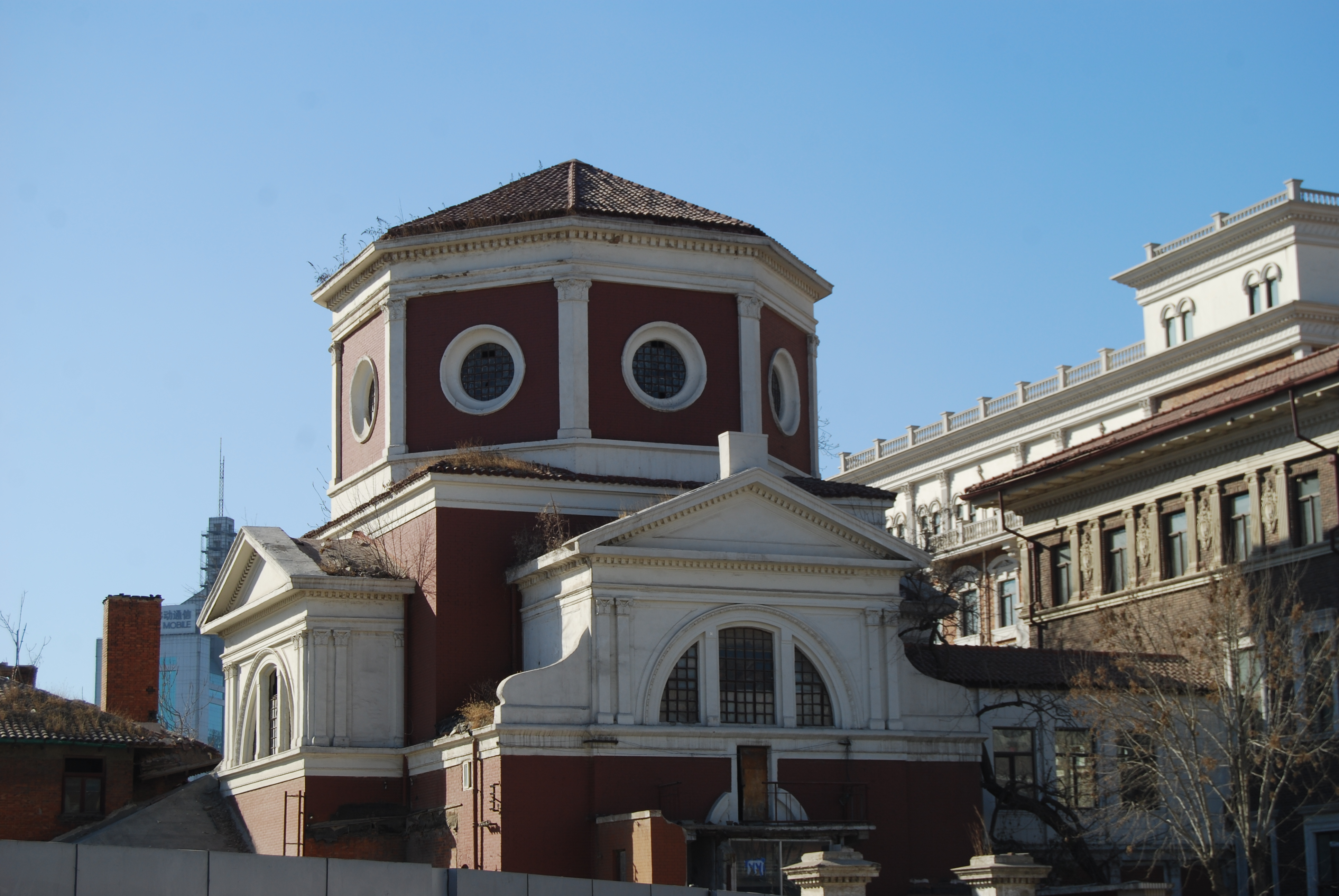
L'église du Sacré-Cœur, gérée par les Franciscains dans la concession italienne de Tientsin.
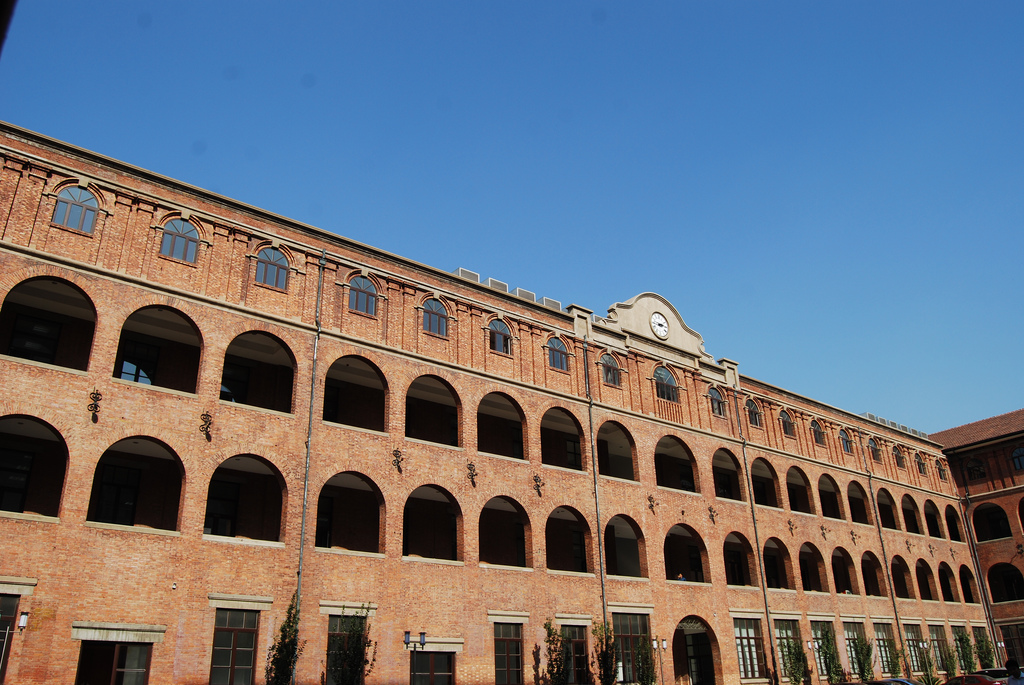
L'ancienne Caserma Ermanno Carlotto, construite en 1919, siège jusqu'en 1943 du Reggimento San Marco.

## Carte des concessions internationales

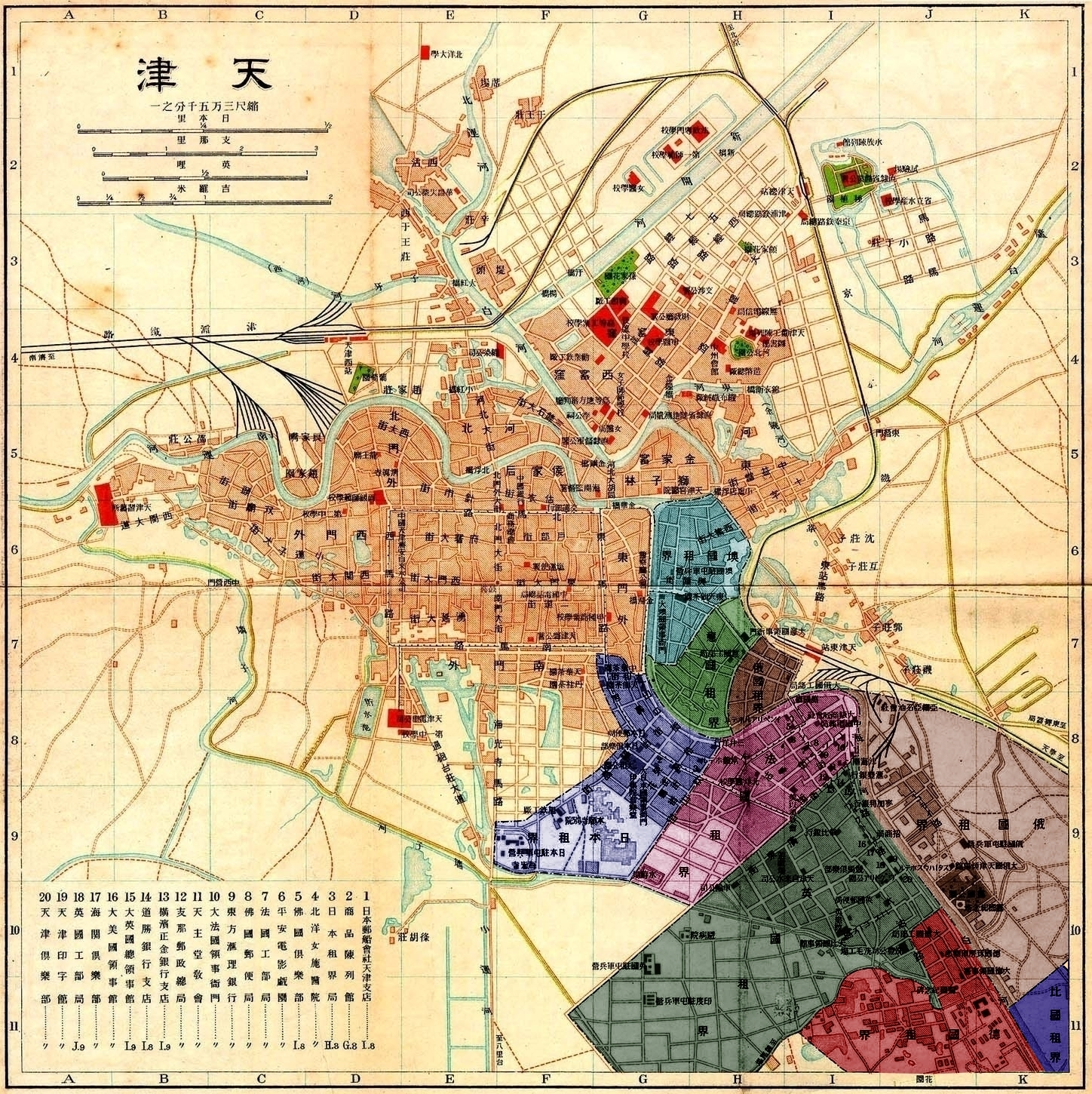
Carte des concessions de Tianjin:
Autriche-Hongrie (de 1927 à l'Italie)
Italie
Russie (2 zones séparées)
Belgique
Japon
France
Royaume-Uni
Allemagne